# Lungyag Co
Lungyag Co (kinesiska: Longya Cuo, 陇亚错) är en sjö i Kina. Den ligger i den autonoma regionen Tibet, i den sydvästra delen av landet, omkring 380 kilometer nordost om regionhuvudstaden Lhasa. Lungyag Co ligger 5 271 meter över havet. Trakten runt Lungyag Co består i huvudsak av gräsmarker.